# Quartiere latino (Napoli)

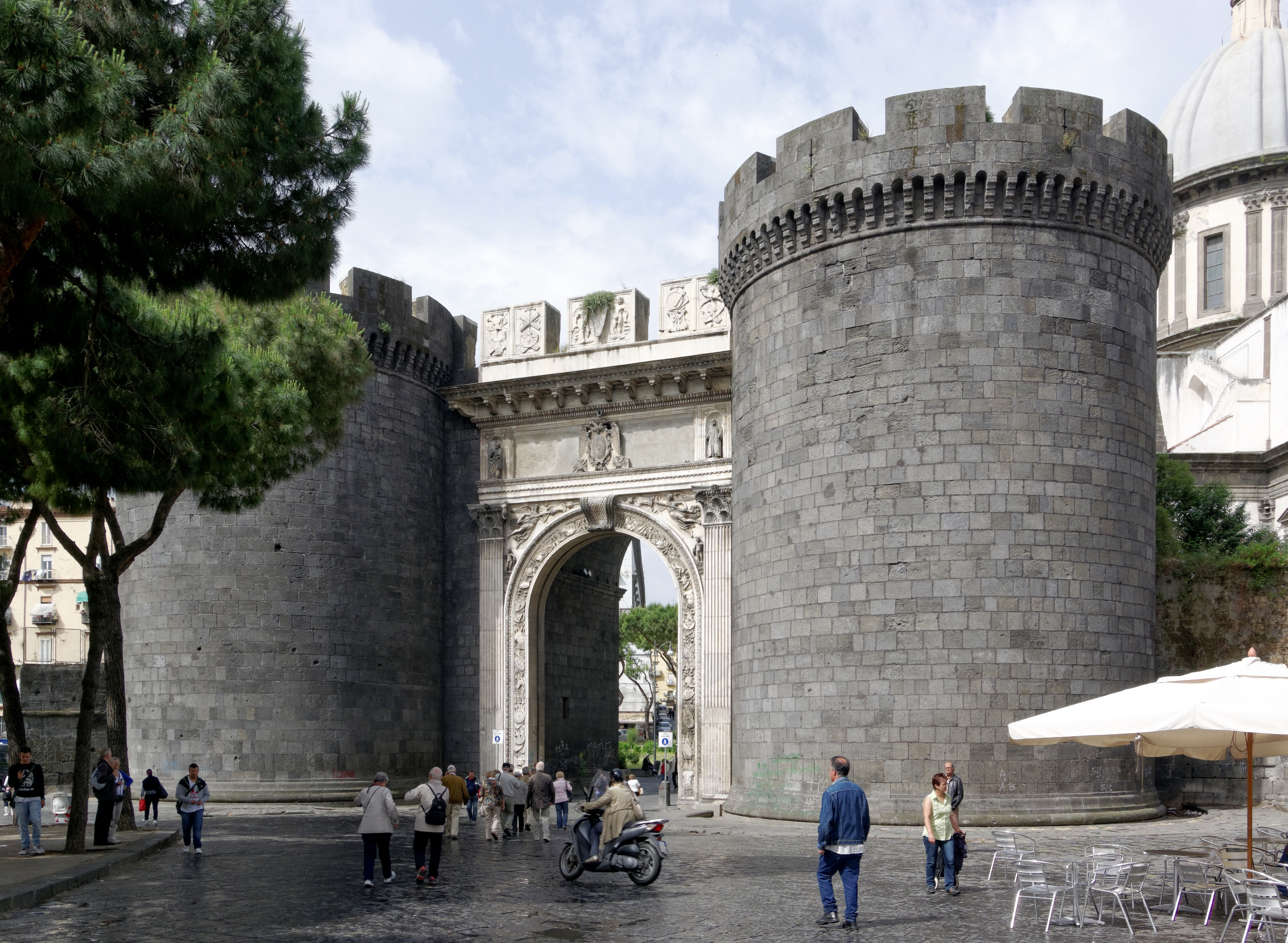
Porta Capuana a Napoli

Il quartiere latino di Napoli è la denominazione (con riferimento al più famoso quartiere parigino) dell'attico di un vecchio palazzo di corso Garibaldi (tratto oggi denominato via Cesare Rosaroll) nella zona di Porta Capuana. Qui un gruppo di pittori e intellettuali napoletani, nel periodo tra le due guerre mondiali, si riuniva per dipingere in gruppo, discutere, allestendo mostre collettive.
Promosso dal pittore Giuseppe Uva, il Quartiere latino vide tra i suoi protagonisti Saverio Gatto, Alberto Buonoconto, Giuseppe Uva, Biagio Mercadante, Vincenzo Ciardo, Carlo Striccoli, Giuseppe Rispoli, Antonio Bresciani, Vincenzo D'Angelo, Ettore Lalli, Francesco Paolo Prisciandaro e il critico d'arte e pittore Alfredo Schettini.
Il nome prende ispirazione dall'omonima rivista "Quartiere Latino" fondata nel 1906 da Francesco Paolo Prisciandaro.